# 新星市核心区
新星市核心区，是中华人民共和国新疆维吾尔自治区新星市下属的一个核心区。

## 行政区划
新星市核心区下辖以下地区：
新星市核心区虚拟社区。